# 源狼 GENROH
『源狼 GENROH』（げんろう）は、オトメイトから2012年8月30日に発売されたPlayStation Portable用ソフト。2015年1月27日にはパピレスの電子書籍サイトで絵ノベルという形態を配信している。

## ストーリー
集落の名主のもとで働いていた少女・沙耶は、あるとき高貴な集団によって奥州藤原氏の都・平泉に連れてこられた。
そこで、彼女は源義経らに出会うが、源平合戦の時は近づいていた。

## 登場人物
沙耶（さや）
主人公である、12歳の少女。明るく正直者だが頑固者。「天眼」と呼ばれる、物や人の持つ想いを読み取る力を持っている。
源義経（みなもと の よしつね）
声 - 立花慎之介
武蔵坊弁慶（むさしぼう べんけい）
声 - 津田健次郎
琥太郎（こたろう）
声 - 松岡禎丞
佐藤継信（さとう つぐのぶ）
声 - 三木眞一郎
佐藤忠信（さとう ただのぶ）
声 - 鈴木裕斗
御影（みかげ）
声 - 子安武人
藤原秀衡（ふじわら の ひでひら）
声 - 伊藤栄次
藤原泰衡（ふじわら の やすひら）
声 - 石川弘則
藤原国衡（ふじわら の くにひら）
声 - 大羽武士
吉次信高（きちじ のぶたか）
声 - 小林範雄
商人の一族・吉次一族の大旦那。
千鳥（ちどり）
声 - 増田雄市
吉次一族の番頭を務める男性で、八重と白雲のいとこにあたる。穏やかな性格で、子どもに対しても礼儀正しく扱う。
八重（やえ）
声 - 小林眞紀
白雲の姉。吉次一族の使用で、沙耶の世話人でもある。
白雲（はくうん）
声 - 古河徹人
八重の弟。
源頼朝（みなもと の よりとも）
声 - 楠田敏之
政子（まさこ）
声 - 瑞沢渓
梶原景時（かじわら かげとき）
声 - 石原凡
文覚（もんがく）
声 - 宮澤正
平清盛（たいら の きよもり）
声 - 鈴木貴征
平知盛（たいら の とももり）
声 - 佐々木篤
平教経（たいら の のりつね）
声 - 田丸裕臣
平敦盛（たいら の あつもり）
声 - 逢坂良太
平教盛（たいら の のりもり）
声 - 津田英三
平宗盛（たいら の むねもり）
声 - 山本兼平
二位の尼（にいのあま）
声 - 神保巴
加護女（かごめ）
声 - 水口まつり
流れ者の一族を束ねる赤毛の美女。流れ者の集団は主に大道芸人である傀儡子（くぐつ）や胡散臭い人間で構成されており、彼女自身も幻術を扱うのではとうわさされている。
湛増（たんぞう）
声 - 金光宣明
九条兼実（くじょう かねざね）
声 - 片岡一郎
安徳帝（あんとくてい）
声 - 鈴木はるこ
後白河法皇（ごしらかわほうおう）
声 - 興津和幸

## 主題歌
オープニングテーマ「遠音」
作詞 - 森由里子 / 作曲 -鶴由雄 / 編曲 - 根岸貴幸 / 歌 - 吉岡亜衣加
エンディングテーマ「天上ノ花」
作詞 - 森由里子 / 作曲 - 上野義雄 / 編曲 - 根岸貴幸 / 歌 - 吉岡亜衣加

## モバイル
- ソーシャルゲームセフィロト〜時の世界樹〜に本作品のキャラクターカードが参戦している。